# Rosalie, Dominica
Rosalie este un oraș din Dominica.